# Pachyrhizus

Pachyrhizus es un pequeño género con 18 especies de plantas tropicales y subtropicales que producen grandes raíces primarias frecuentemente comestibles.

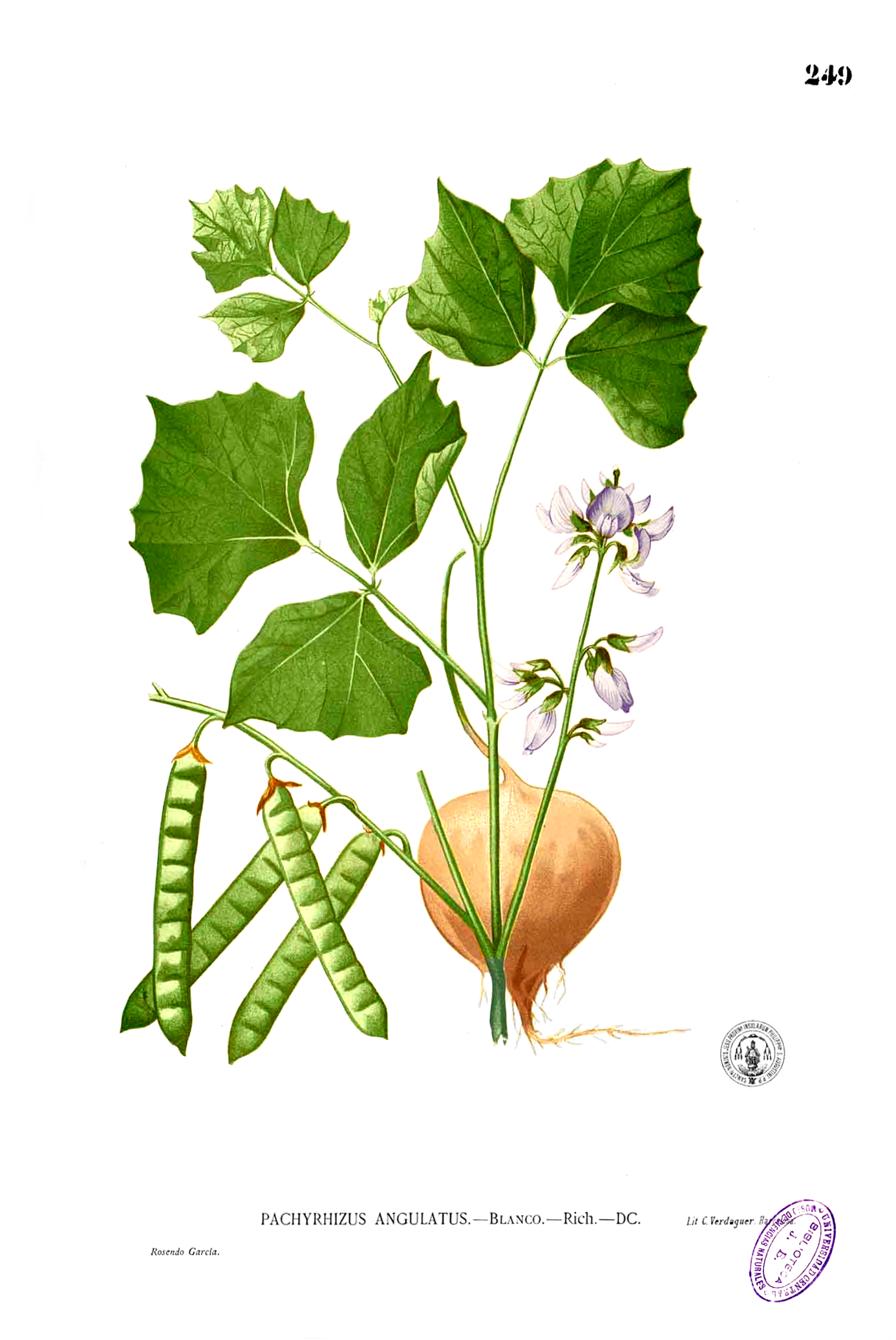
Dibujo de Pachyrhizus erosus, en "Flora de Filipinas, Atlas II, 1880.

## Especies seleccionadas
- Pachyrhizus ahipa
- Pachyrhizus angulatus
- Pachyrhizus articulatus
- Pachyrhizus bulbosus
- Pachyrhizus erosus
- Pachyrhizus ferrugineus
- Pachyrhizus jicamas
- Pachyrhizus mollis
- Pachyrhizus montanus
- Pachyrhizus orbicularis
- Pachyrhizus palmatilobus
- Pachyrhizus panamensis
- Pachyrhizus strigosus
- Pachyrhizus teres
- Pachyrhizus thunbergianus
- Pachyrhizus trilobus
- Pachyrhizus tuberosus
- Pachyrhizus vernalis

Ref: ILDIS Version 6.05